# Бержас
Бе́ржас (кат. Verges, вимова літературною каталанською [bέɾʒəs]) - муніципалітет, розташований в Автономній області Каталонія, в Іспанії. Код муніципалітету за номенклатурою Інституту статистики Каталонії - 172116. Знаходиться у районі (кумарці) Баш-Ампурда (коди району - 10 та BM) провінції Жирона, згідно з новою адміністративною реформою перебуватиме у складі Баґарії (округи) Жирона. 

## Назва муніципалітету
Назва муніципалітету походить від лат. Virginibus, значення якого не відоме.

## Населення
Населення міста (у 2007 р.) становить 1.175 осіб (з них менше 14 років - 12%, від 15 до 64 - 65%, понад 65 років - 23%). У 2006 р. народжуваність склала 11 осіб, смертність - 14 осіб, зареєстровано 3 шлюби. У 2001 р. активне населення становило 517 осіб, з них безробітних - 34 особи.

Серед осіб, які проживали на території міста у 2001 р., 906 народилися в Каталонії (з них 707 осіб у тому самому районі, або кумарці), 99 осіб приїхало з інших областей Іспанії, а 99 осіб приїхало з-за кордону. 

Вищу освіту має 10,6% усього населення. 

У 2001 р. нараховувалося 395 домогосподарств (з них 25,3% складалися з однієї особи, 24,3% з двох осіб,18,7% з 3 осіб, 19% з 4 осіб, 7,1% з 5 осіб, 3,3% з 6 осіб, 1,5% з 7 осіб, 0,3% з 8 осіб і 0,5% з 9 і більше осіб).

Активне населення міста у 2001 р. працювало у таких сферах діяльності : у сільському господарстві - 8,1%, у промисловості - 16,4%, на будівництві - 20,7% і у сфері обслуговування - 54,9%. 

 У муніципалітеті або у власному районі (кумарці) працює 387 осіб, поза районом - 275 осіб.

### Безробіття
У 2007 р. нараховувалося 28 безробітних (у 2006 р. - 36 безробітних), з них чоловіки становили 42,9%, а жінки - 57,1%.

## Економіка

### Підприємства міста

#### Промислові підприємства
| \| Промислові підприємства міста, за сферою діяльності \| Промислові підприємства міста, за сферою діяльності \| Промислові підприємства міста, за сферою діяльності \| \| Рік \| 2002 р. \| 2001 р. \| \| --------------------------------------------------- \| --------------------------------------------------- \| --------------------------------------------------- \| \| Енергетичні та водні ресурси \| 0% \| 0% \| \| Хімія та метали \| 0% \| 0% \| \| Переробка металів \| 0% \| 0% \| \| Продукти харчування \| 25% \| 25% \| \| Текстиль \| 0% \| 0% \| \| Виробництво меблів, видання \| 50% \| 50% \| \| Інше \| 25% \| 25% \| \| Усього підприємств \| 4 \| 4 \| |         |         |
| Промислові підприємства міста, за сферою діяльності |         |         |
| Рік | 2002 р. | 2001 р. |
| Енергетичні та водні ресурси | 0%      | 0%      |
| Хімія та метали | 0%      | 0%      |
| Переробка металів | 0%      | 0%      |
| Продукти харчування | 25%     | 25%     |
| Текстиль | 0%      | 0%      |
| Виробництво меблів, видання | 50%     | 50%     |
| Інше | 25%     | 25%     |
| Усього підприємств | 4       | 4       |

#### Роздрібна торгівля
| \| Підприємства роздрібної торгівлі міста, за сферою діяльності \| Підприємства роздрібної торгівлі міста, за сферою діяльності \| Підприємства роздрібної торгівлі міста, за сферою діяльності \| \| Рік \| 2002 р. \| 2001 р. \| \| ------------------------------------------------------------ \| ------------------------------------------------------------ \| ------------------------------------------------------------ \| \| Продукти харчування \| 54,5% \| 52% \| \| Одяг та взуття \| 4,5% \| 8% \| \| Товари для дому \| 13,6% \| 12% \| \| Книги та періодичні видання \| 4,5% \| 4% \| \| Промислова хімічна продукція \| 9,1% \| 8% \| \| Продукція, пов'язана з транспортними засобами \| 4,5% \| 4% \| \| Інше \| 9,1% \| 12% \| \| Усього підприємств \| 22 \| 25 \| |         |         |
| Підприємства роздрібної торгівлі міста, за сферою діяльності |         |         |
| Рік | 2002 р. | 2001 р. |
| Продукти харчування | 54,5%   | 52%     |
| Одяг та взуття | 4,5%    | 8%      |
| Товари для дому | 13,6%   | 12%     |
| Книги та періодичні видання | 4,5%    | 4%      |
| Промислова хімічна продукція | 9,1%    | 8%      |
| Продукція, пов'язана з транспортними засобами | 4,5%    | 4%      |
| Інше | 9,1%    | 12%     |
| Усього підприємств | 22      | 25      |

#### Сфера послуг
| \| Підприємства міста, що працюють у сфері послуг, за діяльністю \| Підприємства міста, що працюють у сфері послуг, за діяльністю \| Підприємства міста, що працюють у сфері послуг, за діяльністю \| \| Рік \| 2002 р. \| 2001 р. \| \| ------------------------------------------------------------- \| ------------------------------------------------------------- \| ------------------------------------------------------------- \| \| Гуртова торгівля \| 6,2% \| 10,7% \| \| Готелі та готельний бізнес \| 15,6% \| 17,9% \| \| Транспорт та зв'язок \| 3,1% \| 3,6% \| \| Посередницькі фінансові послуги \| 15,6% \| 14,3% \| \| Послуги підприємствам \| 6,2% \| 0% \| \| Послуги фізичним особам \| 43,8% \| 46,4% \| \| Нерухомість та ін. \| 9,4% \| 7,1% \| \| Усього підприємств \| 32 \| 28 \| |         |         |
| Підприємства міста, що працюють у сфері послуг, за діяльністю |         |         |
| Рік | 2002 р. | 2001 р. |
| Гуртова торгівля | 6,2%    | 10,7%   |
| Готелі та готельний бізнес | 15,6%   | 17,9%   |
| Транспорт та зв'язок | 3,1%    | 3,6%    |
| Посередницькі фінансові послуги | 15,6%   | 14,3%   |
| Послуги підприємствам | 6,2%    | 0%      |
| Послуги фізичним особам | 43,8%   | 46,4%   |
| Нерухомість та ін. | 9,4%    | 7,1%    |
| Усього підприємств | 32      | 28      |

## Житловий фонд
У 2001 р. 4,8% усіх родин (домогосподарств) мали житло метражем до 59 м², 17,5% - від 60 до 89 м², 36,2% - від 90 до 119 м² і
41,5% - понад 120 м².

З усіх будівель у 2001 р. 10,4% було одноповерховими, 54,1% - двоповерховими, 34,3
% - триповерховими, 1% - чотириповерховими, 0,2% - п'ятиповерховими, 0% - шестиповерховими,
0% - семиповерховими, 0% - з вісьмома та більше поверхами.

## Автопарк
| \| Автомобілі, зареєстровані у місті, за призначенням \| Автомобілі, зареєстровані у місті, за призначенням \| Автомобілі, зареєстровані у місті, за призначенням \| \| Рік \| 2006 р. \| 2005 р. \| \| -------------------------------------------------- \| -------------------------------------------------- \| -------------------------------------------------- \| \| Приватні автомобілі \| 60,3% \| 61,3% \| \| Мотоцикли \| 6,3% \| 5,8% \| \| Вантажівки \| 24,6% \| 23,8% \| \| Трактори \| 1,2% \| 1,3% \| \| Автобуси та ін. \| 7,6% \| 7,7% \| \| Усього автомобілів \| 1.136 шт. \| 1.086 шт. \| |           |           |
| Автомобілі, зареєстровані у місті, за призначенням |           |           |
| Рік | 2006 р.   | 2005 р.   |
| Приватні автомобілі | 60,3%     | 61,3%     |
| Мотоцикли | 6,3%      | 5,8%      |
| Вантажівки | 24,6%     | 23,8%     |
| Трактори | 1,2%      | 1,3%      |
| Автобуси та ін. | 7,6%      | 7,7%      |
| Усього автомобілів | 1.136 шт. | 1.086 шт. |

## Вживання каталанської мови
У 2001 р. каталанську мову у місті розуміли 95,7% усього населення (у 1996 р. - 98,1%), вміли говорити нею 89,6% (у 1996 р. - 
92,9%), вміли читати 89,1% (у 1996 р. - 88,4%), вміли писати 65
% (у 1996 р. - 42,6%). Не розуміли каталанської мови 4,3%.

## Політичні уподобання
У виборах до Парламенту Каталонії у 2006 р. взяло участь 594 особи (у 2003 р. - 642 особи). Голоси за політичні сили розподілилися таким чином:
| \| Вибори до Парламенту Каталонії \| Вибори до Парламенту Каталонії \| Вибори до Парламенту Каталонії \| \| Рік \| 2006 р. \| 2003 р. \| \| -------------------------------------- \| ------------------------------ \| ------------------------------ \| \| Конвергенція та Єднання (CiU) \| 45,5% \| 46,3% \| \| Соціалістична партія Каталонії (PSC) \| 14% \| 13,9% \| \| Народна партія (PP) \| 3,7% \| 4,8% \| \| Ініціатива за Каталонію — Зелені (ICV) \| 7,7% \| 4,5% \| \| Республіканська лівиця Каталонії (ERC) \| 26,8% \| 29,3% \| \| Громадяни — Громадянська партія (C's) \| 0,7% \| 0% \| \| Інші \| 1,7% \| 1,2% \| |         |         |
| Вибори до Парламенту Каталонії |         |         |
| Рік | 2006 р. | 2003 р. |
| Конвергенція та Єднання (CiU) | 45,5%   | 46,3%   |
| Соціалістична партія Каталонії (PSC) | 14%     | 13,9%   |
| Народна партія (PP) | 3,7%    | 4,8%    |
| Ініціатива за Каталонію — Зелені (ICV) | 7,7%    | 4,5%    |
| Республіканська лівиця Каталонії (ERC) | 26,8%   | 29,3%   |
| Громадяни — Громадянська партія (C's) | 0,7%    | 0%      |
| Інші | 1,7%    | 1,2%    |

У муніципальних виборах у 2007 р. взяло участь 672 особи (у 2003 р. - 693 особи). Голоси за політичні сили розподілилися таким чином:
| \| Муніципальні вибори \| Муніципальні вибори \| Муніципальні вибори \| \| Рік \| 2007 р. \| 2003 р. \| \| -------------------------------------- \| ------------------- \| ------------------- \| \| Конвергенція та Єднання (CiU) \| 42,9% \| 39,2% \| \| Соціалістична партія Каталонії (PSC) \| 16,4% \| 0% \| \| Народна партія (PP) \| 0% \| 0% \| \| Ініціатива за Каталонію — Зелені (ICV) \| 0% \| 0% \| \| Республіканська лівиця Каталонії (ERC) \| 40,8% \| 60,8% \| \| Громадяни — Громадянська партія (C's) \| 0% \| 0% \| \| Інші \| 0% \| 0% \| |         |         |
| Муніципальні вибори |         |         |
| Рік | 2007 р. | 2003 р. |
| Конвергенція та Єднання (CiU) | 42,9%   | 39,2%   |
| Соціалістична партія Каталонії (PSC) | 16,4%   | 0%      |
| Народна партія (PP) | 0%      | 0%      |
| Ініціатива за Каталонію — Зелені (ICV) | 0%      | 0%      |
| Республіканська лівиця Каталонії (ERC) | 40,8%   | 60,8%   |
| Громадяни — Громадянська партія (C's) | 0%      | 0%      |
| Інші | 0%      | 0%      |

## Історія та культура
Див. також Танок смерті.
«Танок смерті» (кат. dansa de la mort a Verges) — народна вистава у Бержасі, яка є частиною щорічного святкування Пристрастей Христових. Відбувається у Чистий четвер, перед Великоднем.
«Танок смерті» є танцем людей у чорних костюмах з намальованими кістками та черепом, які нагадують кістяк людини. Жанаралітатом Каталонії вистава оголошена «традиційним загальнонаціональним святкуванням» (кат. festa tradicional d'interès nacional).
Схожі святкування існували раніше і в інших містах Каталонії, однак досьогодні вони збереглися лише у Бержасі.